# Потенциал покоя
Потенциа́л поко́я — мембранный потенциал возбудимой клетки (нейрона, кардиомиоцита) в невозбужденном состоянии. Он представляет собой разность электрических потенциалов, имеющихся на внутренней и наружной сторонах мембраны и составляет у теплокровных от −55 до −100 мВ. У нейронов и нервных волокон обычно составляет −70 мВ. 
Возникает вследствие диффузии положительно заряженных ионов калия в окружающую среду из цитоплазмы клетки в процессе установления осмотического равновесия. Анионы органических кислот, нейтрализующие заряд ионов калия в цитоплазме, не могут выйти из клетки, однако ионы калия, концентрация которых в цитоплазме велика по сравнению с окружающей средой, диффундируют из цитоплазмы до тех пор, пока создаваемый ими электрический заряд не начнёт уравновешивать их градиент концентрации на клеточной мембране.

## История открытия
В 1902 году Юлиус Бернштейн выдвинул гипотезу, согласно которой клеточная мембрана пропускает внутрь клетки ионы К+, и они накапливаются в цитоплазме. Расчет величины потенциала покоя по уравнению Нернста для калиевого электрода удовлетворительно совпал с измеренным потенциалом между саркоплазмой мышцы и окружающей средой, который составлял около −70 мВ.
Согласно теории Ю. Бернштейна, при возбуждении клетки её мембрана повреждается, и ионы К+ вытекают из клетки по концентрационному градиенту до тех пор, пока потенциал мембраны не становится равным нулю. Затем мембрана восстанавливает свою целостность, и потенциал возвращается к уровню потенциала покоя. Это утверждение, относящееся скорее к потенциалу действия, было опровергнуто Аланом Ллойдом Ходжкином и Эндрю Хаксли в 1939 году.
Теорию Бернштейна касательно потенциала покоя подтвердил Кеннет Стюарт Коул. Потенциал покоя и потенциал действия изображены на известной иллюстрации Коула и Говарда Кёртиса, 1939. Этот рисунок стал эмблемой Membrane Biophysics Group of the Biophysical Society.

## Общие положения
Для того, чтобы на мембране поддерживалась разность потенциалов, необходимо, чтобы была определенная разность концентрации различных ионов внутри и снаружи клетки.
| Ионы             | Концентрация в саркоплазме (ммоль/л) | Концентрация вне клетки (ммоль/л) |
| ---------------- | ------------------------------------ | --------------------------------- |
| K+               | 140                                  | 2,5                               |
| Na+              | 10                                   | 120                               |
| Cl-              | 3-4                                  | 120                               |
| Ca2+             | <0,001                               | 2                                 |
| A- (полипептиды) | 140                                  | 0                                 |

С помощью уравнения Нернста можно рассчитать равновесный трансмембранный потенциал для K+, который и определяет значение ПП. Но значение потенциала покоя полностью не совпадает с EK+, так как в создании его участвуют также ионы натрия и хлора, вернее, их равновесные потенциалы.
Впоследствии было доказано, что основной вклад в создание потенциала покоя вносит выходящий калиевый ток, который осуществляется через специфические белки-каналы — калиевые каналы постоянного тока. В покое калиевые каналы открыты, а натриевые каналы закрыты. Ионы калия выходят из клетки по градиенту концентрации, что создает на наружной стороне мембраны избыток положительных зарядов; при этом на внутренней стороне мембраны остаются отрицательные заряды. Некоторый (небольшой) вклад в создание потенциала покоя вносит также работа так называемого «натрий-калиевого насоса», который образован особым мембранным ферментом — натрий-калиевой АТФазой.
Потенциал покоя для большинства нейронов составляет величину порядка −60 мВ — −70 мВ. У клеток невозбудимых тканей на мембране также имеется разность потенциалов, разная для клеток разных тканей и организмов.

## Формирование потенциала покоя
ПП формируется в два этапа.
Первый этап: создание незначительной (-10 мВ) отрицательности внутри клетки за счёт обмена Na+ на K+ в соотношении 3 : 2 (на каждые 3 иона натрия, выведенные наружу, приходится 2 иона калия, вобранные внутрь). Таким образом, клетка теряет больше положительного заряда, чем приобретает, и в результате заряжается отрицательно. Обмен ионов осуществляет натрий-калиевый насос с затратой энергии АТФ. До 70% всех энергозатрат нейрона может уходить на работу натрий-калиевых насосов.
Результаты деятельности мембранных ионных насосов-обменников на первом этапе формирования ПП таковы:
1. Дефицит ионов натрия (Na+) в клетке.
2. Избыток ионов калия (K+) в клетке.
3. Появление на мембране слабого электрического потенциала (-10 мВ).
Второй этап: создание значительной (-60 мВ) отрицательности внутри клетки за счёт утечки из неё через мембрану ионов K+. Ионы калия K+ покидают клетку и уносят с собой из неё положительные заряды, доводя отрицательность до −70 мВ.
Итак, мембранный потенциал покоя — это дефицит положительных зарядов внутри клетки, возникающий за счёт работы натрий-калиевого насоса и (в большей мере) последующей утечки из клетки положительных ионов калия.